# Cyperus penzoanus
Cyperus penzoanus là loài thực vật có hoa trong họ Cói. Loài này được Pic.Serm. mô tả khoa học đầu tiên năm 1951.